# Niao
Niao (en asturiano Ñao y oficialmente Ñao/Niao) es un pueblo de la parroquia asturiana de Viñón, en el concejo de Cabranes (España). Está dividido en varias entidades o núcleos de población:
- Pueblo de Abajo
- Pueblo de Arriba
- La Cimentada
- La Casona
- El Carrezal

Según los últimos datos demográficos del INE (2007), el pueblo cuenta con 22 habitantes censados (11 varones y 11 mujeres).
Se encuentra a 1.5 km de la localidad de Valbuena y desde Peña Cabrera se ve, completamente, la ciudad de Villaviciosa. 
La iglesia parroquial es la de San Julián de Viñón.